# Bessarabie méridionale
Bessarabie méridionale est la dénomination d'une bande de territoire située sur la rive gauche aval du Prut et du bas-Danube, le long du bras de Chilia et des rivages de la mer Noire. Neuf limans poissonneux s'y trouvent.

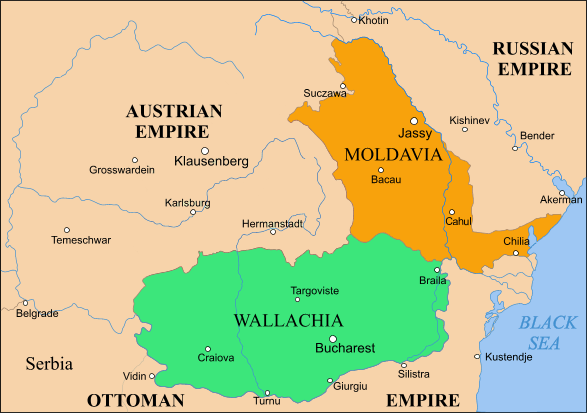
En orange la Moldavie de 1856 à 1859

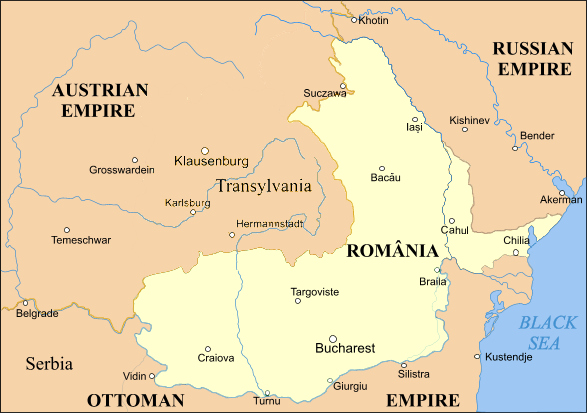
En jaune pâle la Roumanie de 1859 à 1878

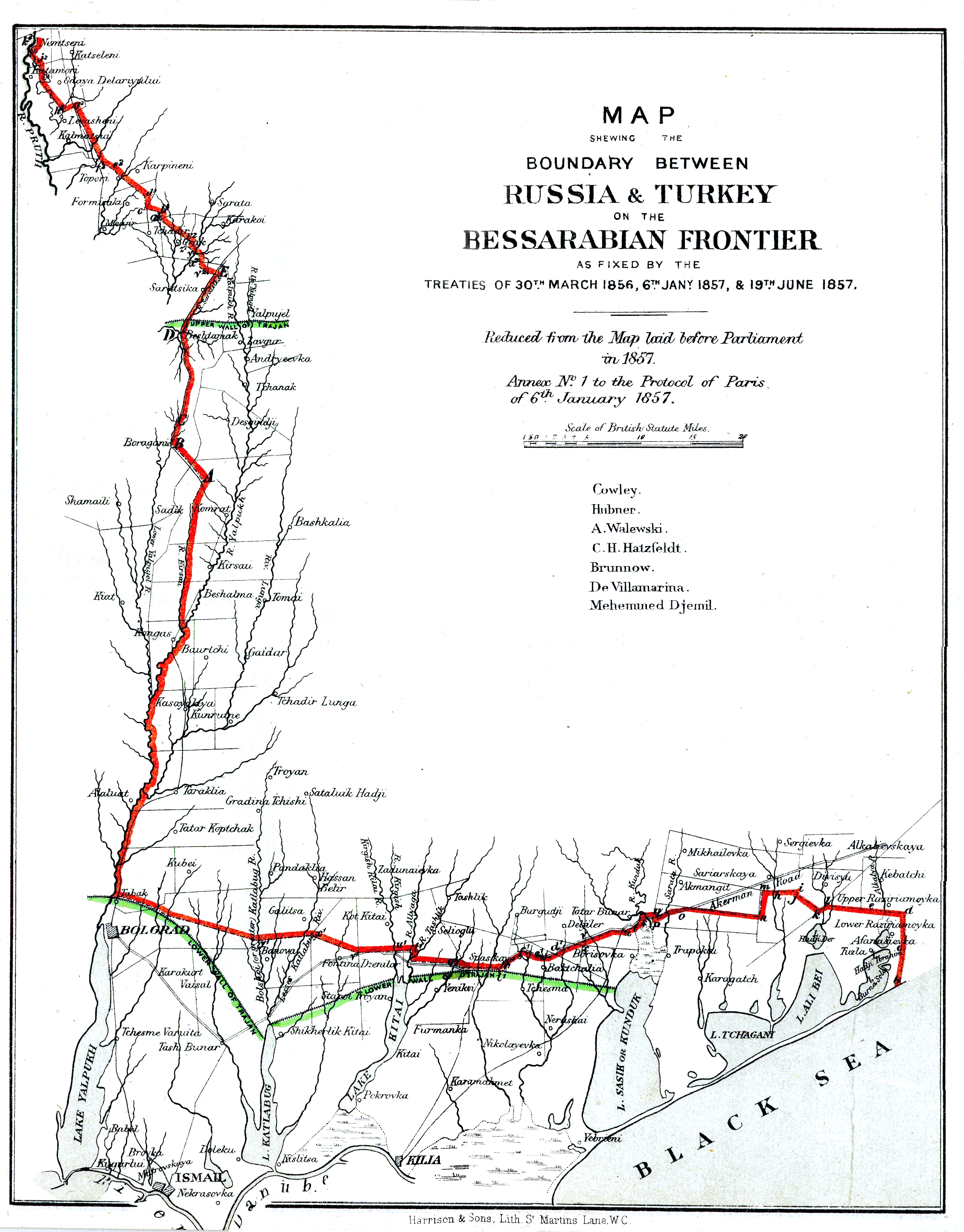
Le tracé de la frontière moldo-russe de 1856

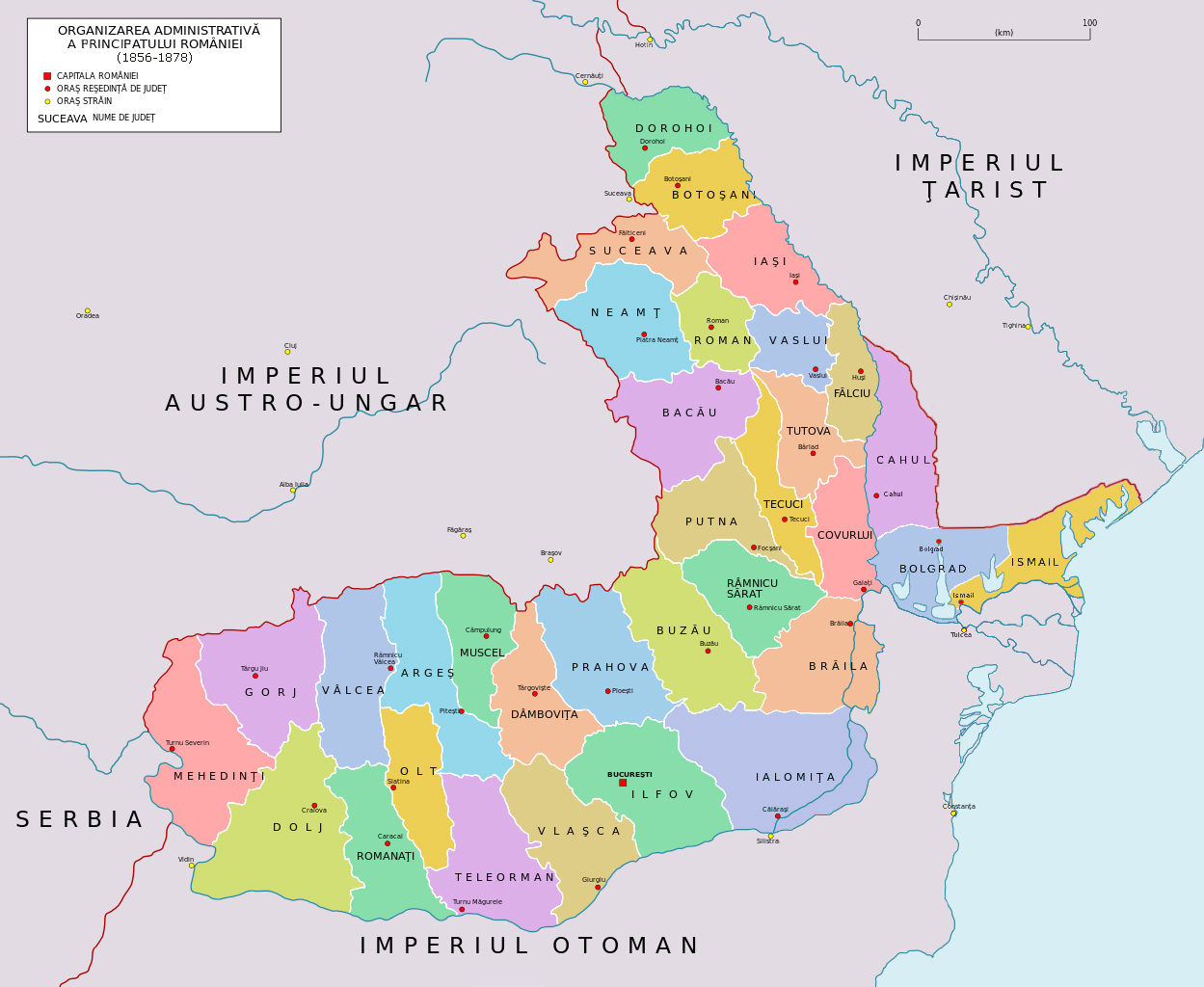
Les județe roumains en 1859-1878

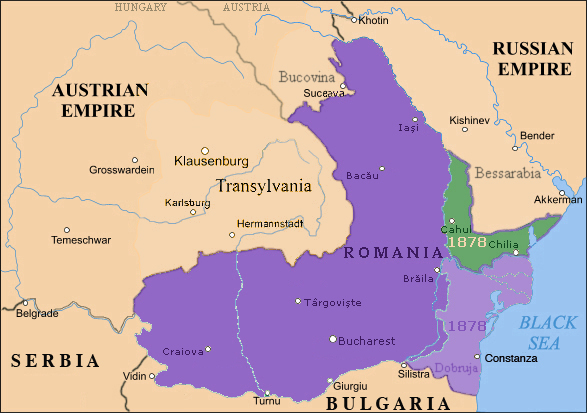
En vert, la Bessarabie méridionale cédée et en violet la Dobroudja du Nord (au sud des bouches du Danube) reçue en échange.

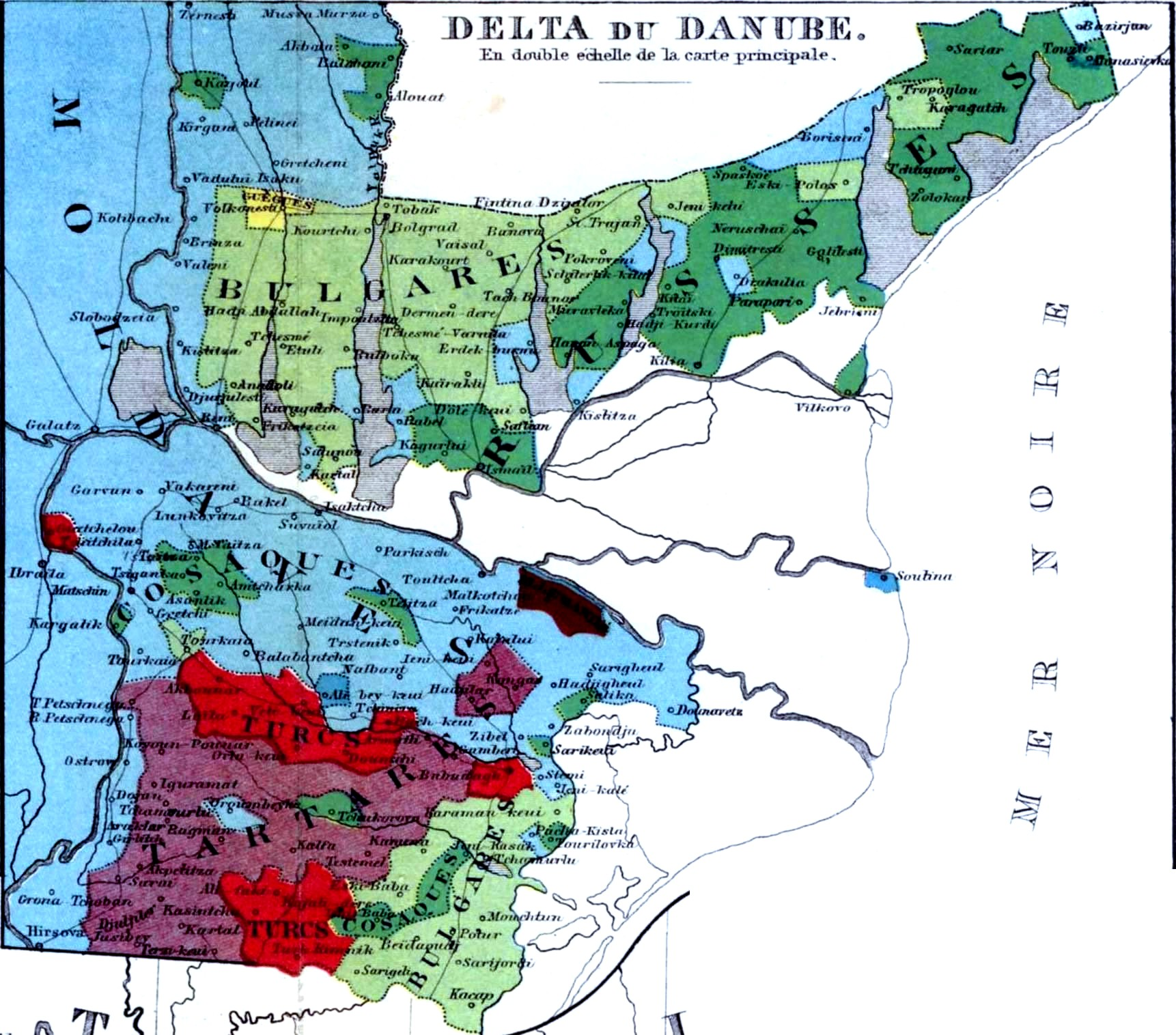
Langues parlées aux Bouches du Danube en 1861

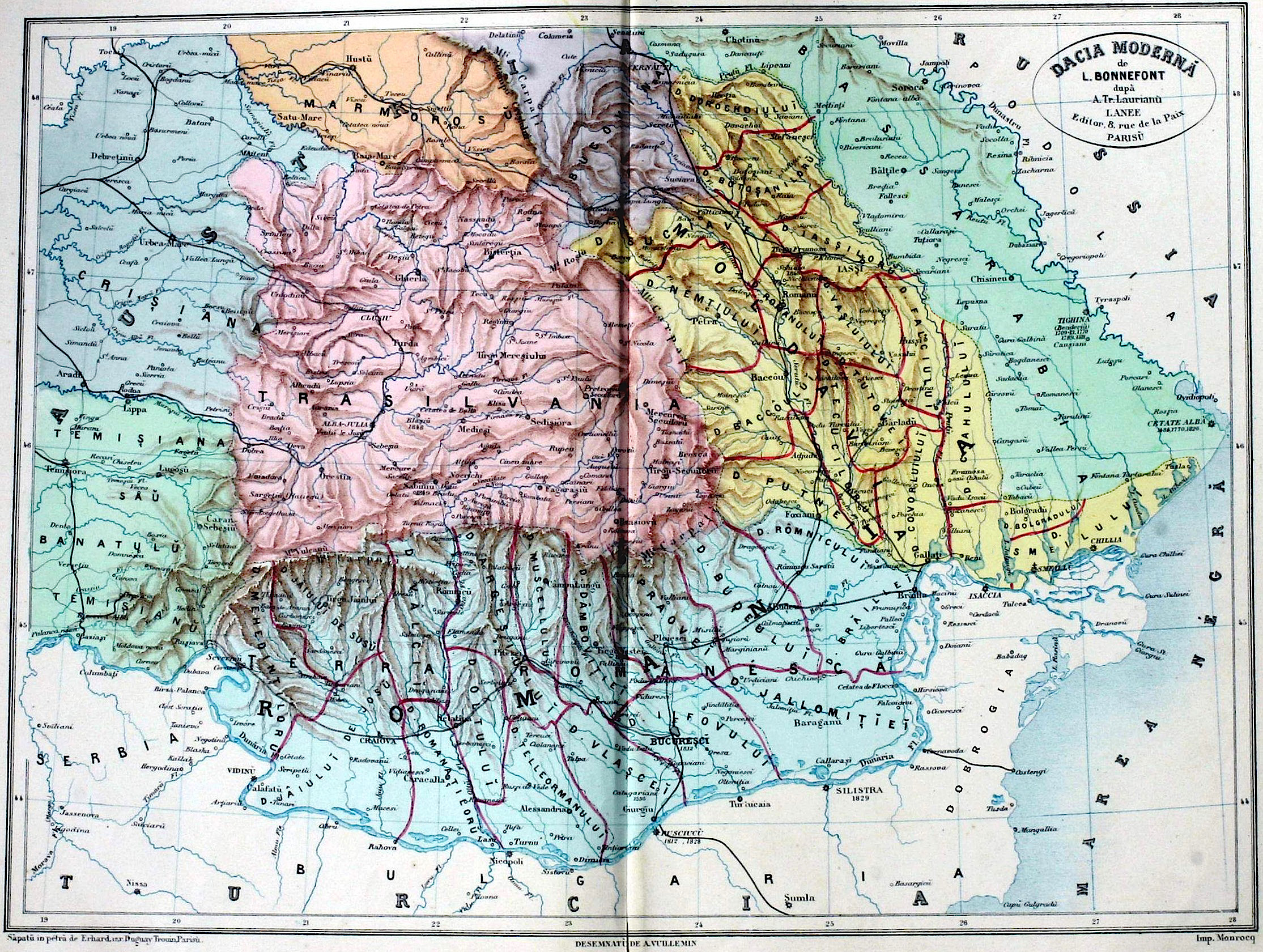
Carte des provinces historiques roumaines en 1868

Ce territoire peuplé de 127 330 habitants en 1856, d'une étendue de 10 977 kilomètres carrés, comprend cinq villes : Bolhrad, Cahul, Reni, Izmail et Chilia nouă ; les trois dernières sont aussi des ports sur le Danube, donnant accès à la navigation maritime. De nos jours sa partie nord-ouest avec la ville de Cahul appartient à la république de Moldavie, et sa partie sud-est avec les quatre autres villes, à l'Ukraine.

## Histoire
Historiquement ce territoire moldave se situe dans le Bugeac, possession de l'Empire ottoman de 1484 à 1812 puis de l'Empire russe depuis le Traité de Bucarest (1812), qui l'intègre dans son Gouvernement de Bessarabie. Au traité de Paris (1856) mettant un terme à la guerre de Crimée (1853-1856), l'Empire russe doit rendre à la principauté de Moldavie cette bande de territoire, et aussi à l'Empire ottoman les bouches du Danube et l'île des Serpents, qu'elle avait acquis au traité d'Andrinople (1829). Bien que ces territoires soient minimes en regard de l'étendue de l'Empire russe, leur perte fut ressentie comme une humiliation par les Russes car c'était de la première fois depuis le XVIIe siècle qu'ils devaient rendre une de leurs conquêtes.
C'est pour séparer l'Empire ottoman de la Russie et éviter ainsi de nouvelles guerres russo-turques que les négociateurs attribuent la Bessarabie méridionale à la Moldavie, qui l'organise en trois județe : Cahul, Bolhrad et Izmail. Dans le premier, longeant le Prut, les Moldaves sont très largement majoritaires ; dans les deux autres, longeant le Danube et la mer Noire, une population bigarrée se côtoie, les communautés les plus nombreuses étant celles des Lipovènes et des Bulgares du Bougeac.
En 1859, les principautés danubiennes de Moldavie et Valachie s'unissent pour former les Principautés unies de Moldavie et de Valachie qui prennent en 1866 le nom de „Roumanie”. Arguant de ce changement, l'Empire russe ne s'estime plus lié par les obligations du traité de Paris de 1856 et, après la guerre russo-turque de 1877-1878, exige de son alliée la Roumanie la restitution de la Bessarabie méridionale. D'âpres négociations ont lieu au Congrès de Berlin entre la France, la Prusse, l'Autriche, l'Empire britannique, l'Empire russe et l'Empire ottoman : la Russie obtient satisfaction.
La Roumanie, n'étant pas admise à participer aux négociations du Congrès de Berlin, y est représentée par Victor Place, alors consul français à Iași, la métropole moldave. En compensation de la perte de la Bessarabie méridionale, la Roumanie reçoit la reconnaissance internationale de son indépendance vis-à-vis de l'Empire ottoman, et un territoire pris à celui-ci, moins fertile mais plus vaste que le territoire cédé : la Dobroudja du Nord avec les bouches du Danube et l'île des Serpents soit 15 908 kilomètres carrés, et de nouveaux ports, dévastés par la guerre et à reconstruire, mais situés directement sur la mer Noire : Sulina, Constanța et Mangalia.